# Schoenlepel

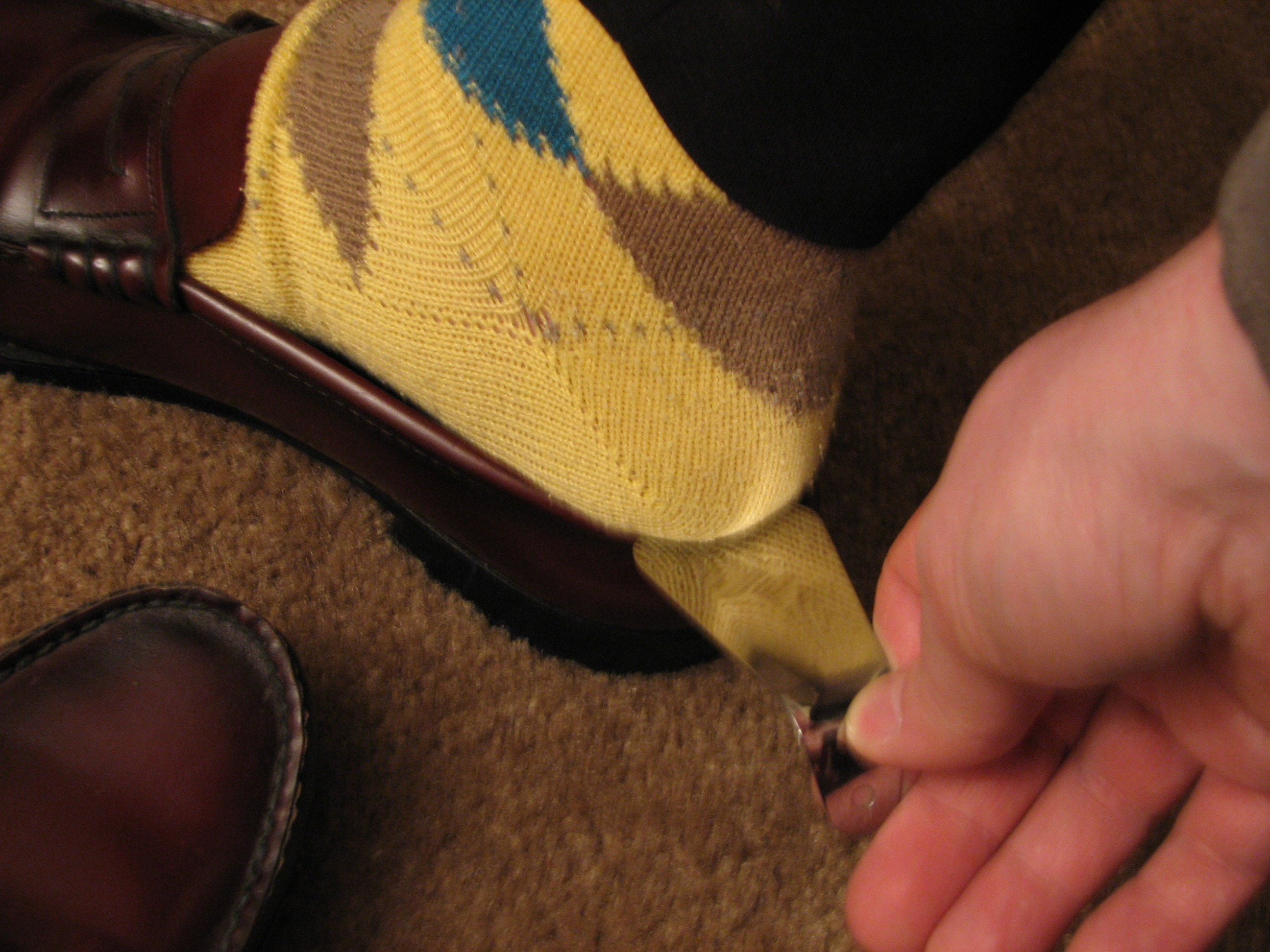
Gebruik van de schoenlepel

Een schoenlepel (soms ook schoentrekker of schoenhoorn genoemd) is een voorwerp dat men gebruikt om de voet gemakkelijk in een schoen te laten glijden. Vooral bij nieuwe schoenen, die nog niet 'ingelopen' zijn, kan het een nuttig instrument zijn. Vandaar dat een schoenlepel vaak wordt gebruikt in schoenwinkels.
Ook voorkomt het gebruik van een schoenlepel het stukmaken van de contrefort bij instappen van de schoen. Met een schoenlepel schuift de voet makkelijk in de schoen en zal het hielstuk van de schoen niet naar binnen plooien, waardoor het achterstuk stevig blijft.